# Сумбавцы
Сумбавцы (тау семава, самоназвание) — народ в Индонезии, населяющий западную часть острова Сумбава. Говорят на языке сумбава западноавстронезийской группы австронезийской языковой семьи. Жители прибрежных посёлков разговаривают также на индонезийском языке. По вероисповеданию большинство сумбавцев — мусульмане-сунниты.

## Деятельность и быт
Основным видами деятельности сумбавцев являются земледелие и животноводство. Возделывают землю вручную подсечно-огневым способом. Плуг и ирригация применяются очень редко. Сумбавцы традиционно выращивают кукурузу, бобовые, перец, овощи, лук, чеснок, кофе, фруктовые деревья. В животноводстве преобладает скотоводство, развито разведение буйволов, мелкого рогатого скота и птицы. Питаются сумбавцы, в основном, растительной пищей, употребляя мясо во время праздников и торжеств.
Живут как в постоянных поселениях, так и во временных. Традиционное жилище делится на несколько частей; потолка нет, над женской частью дома делается чердак. На полях зачастую располагаются временные поселения, где проживают женщины, старики и дети.
Среди сумбавцев сохраняются традиционные верования и обряды.

## Семья
Сохранились элементы традиционного свадебного обряда, такие как выкуп невесты, совместное купание жениха и невесты, общая трапеза. Традиционная семья моногамна. Однако многожёнство не является запрещённым в принципе, но практикуется довольно редко из-за большого выкупа, который должен выплатить жених за невесту.